# Andrei Wladimirowitsch Seliwanow

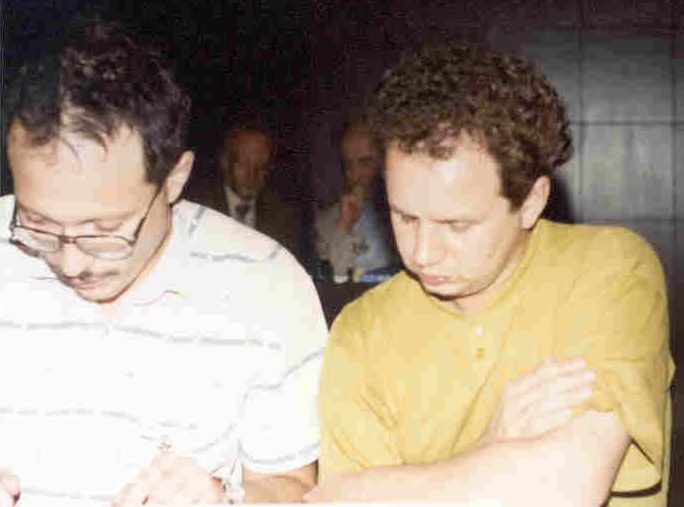
Andrei Seliwanow (rechts) mit Mark Erenburg auf dem Schachkomponistentreffen der PCCC 1993 in Bratislava

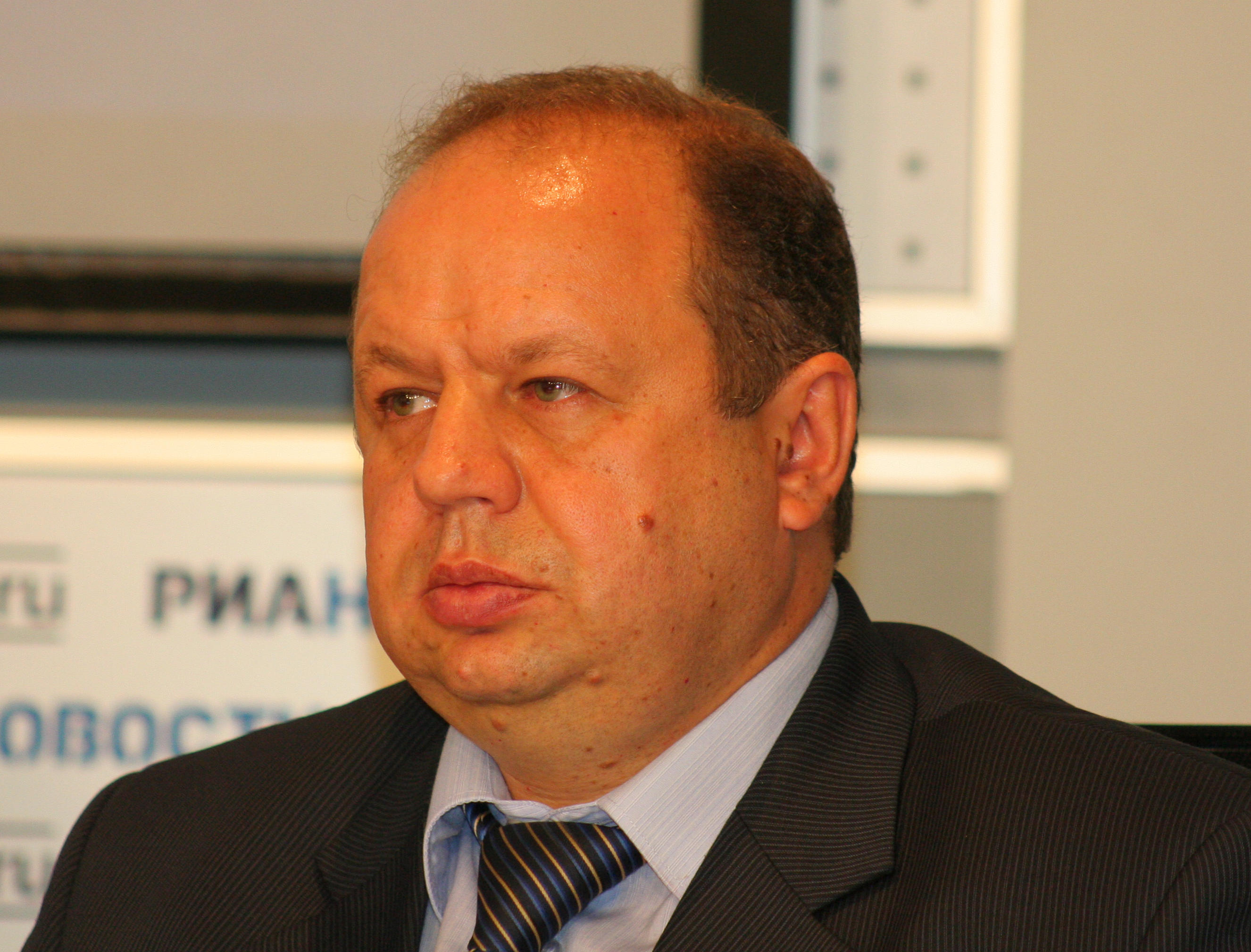
Andrei Seliwanow im Jahr 2010

Andrei Wladimirowitsch Seliwanow (russisch Андрей Владимирович Селиванов; * 9. Juli 1967 in Karpinsk) ist ein russischer Schachfunktionär und Schachkomponist.

## Schach
Seliwanow war von April 1997 bis April 2003 Präsident und ist seitdem Ehrenpräsident der russischen Schachföderation. Seit September 1997 ist er Vizepräsident des Weltschachbundes. 2009 wurde ihm der Großmeistertitel für Schachkomposition verliehen, nachdem er bereits Großmeister Russlands und Internationaler Schiedsrichter für Schachkomposition war. Er errang sechs Weltmeistertitel, darunter drei für Komposition und drei für das Lösen von Schachaufgaben und Studien. Er erreichte diese Erfolge jeweils zweimal in der russischen Mannschaft und einmal solo. In Russland, der Ukraine, der Slowakei, Polen und Deutschland hat Seliwanow weitere Titel sowie Medaillen für das Lösen von Schachaufgaben erworben.
Seliwanow hat mehr als 450 Schachkompositionen geschaffen, davon wurde mehr als die Hälfte ausgezeichnet. Zu Beginn seiner Laufbahn komponierte er Studien mit wenigen Steinen. In den letzten Jahren hat er sich auf Selbstmattaufgaben konzentriert, darunter zahlreiche Miniaturen.
Seliwanow ist Sachbearbeiter für Schachkompositionen bei den Zeitschriften Uralski Problemist und Schachmatnaja Komposizija und gibt die Buchreihe Uralski Problemist heraus.
|   | a | b | c | d | e | f | g | h |   |
| 8 |   |   |   |   |   |   |   |   | 8 |
| 7 |   |   |   |   |   |   |   |   | 7 |
| 6 |   |   |   |   |   |   |   |   | 6 |
| 5 |   |   |   |   |   |   |   |   | 5 |
| 4 |   |   |   |   |   |   |   |   | 4 |
| 3 |   |   |   |   |   |   |   |   | 3 |
| 2 |   |   |   |   |   |   |   |   | 2 |
| 1 |   |   |   |   |   |   |   |   | 1 |
|   | a | b | c | d | e | f | g | h |   |

Lösung:

1. d6–d7 Sg8–e7

2. d7–d8S Kc5–d6

3. Ka5–b6 Se7–c8+

4. Kb6–b7 Kd6–d7

5. Sd8–c6 La2–d5

6. Kb7–b8 Ld5xc6 patt

## Privates
1984 beendete Seliwanow die Mittelschule und 1985 eine Maschinistenlehre. Nach abgeschlossener juristischer Ausbildung an der Uralsker Staatlichen Akademie absolvierte Seliwanow den Militärdienst von 1985 bis 1987 in der Gruppe der sowjetischen Streitkräfte in Deutschland. Anschließend arbeitete er als Komsomolsekretär in einem Forstwirtschaftsbetrieb und im Komsomolbüro eines erzverarbeitenden Betriebes in Krasnoturinsk. Von 1990 bis 1992 arbeitete Seliwanow bei der Zeitschrift „Sarja Urala“. 1990 wurde er als Abgeordneter in den Stadtrat von Krasnoturinsk gewählt und war dort ab Januar 1992 Vorsitzender der Kommission für Jugendfragen. Von Dezember 1993 bis Dezember 2003 war Seliwanow in drei Wahlperioden Abgeordneter der Duma. Ab April 2002 war er dort Vorsitzender des Komitees für Arbeit und Sozialpolitik. Seit April 2004 ist Seliwanow Stellvertreter des Leiters der föderalen Dienste für Arbeit und Beschäftigung.
Seliwanow erhielt verschiedene Auszeichnungen und Orden im Bereich von Körperkultur und Sport. Er ist Ehrenbürger des Serower Rajons.
Seliwanow ist verheiratet und hat drei Töchter.

## Werke (Auswahl)
- Jakow Georgijewitsch Wladimirow, Andrei Wladimirowitsch Seliwanow: Solotaja kniga schachmatnoj komposizii. Moskau, 2007